# Hushållsarbete

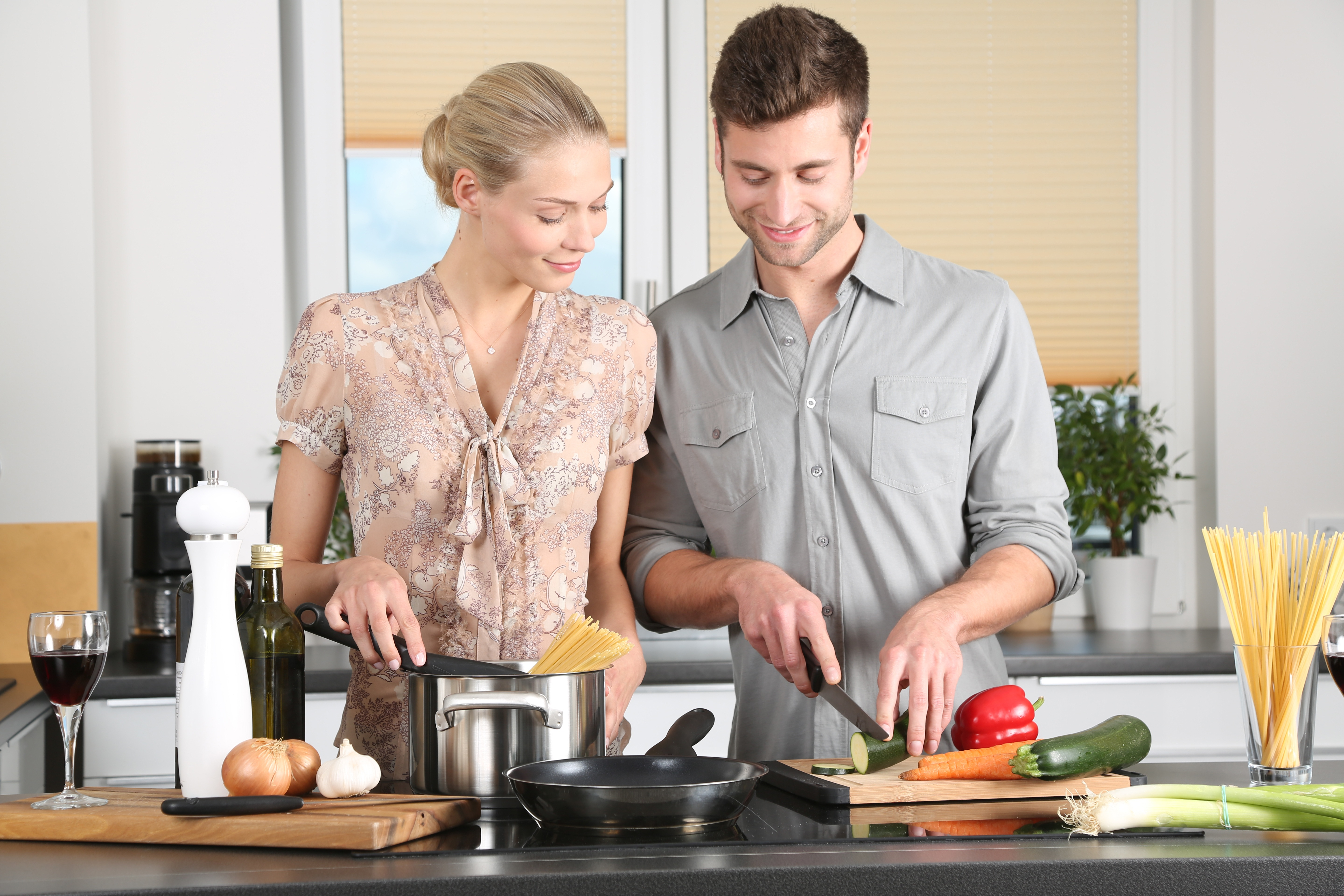
Hushållsarbete i kök.

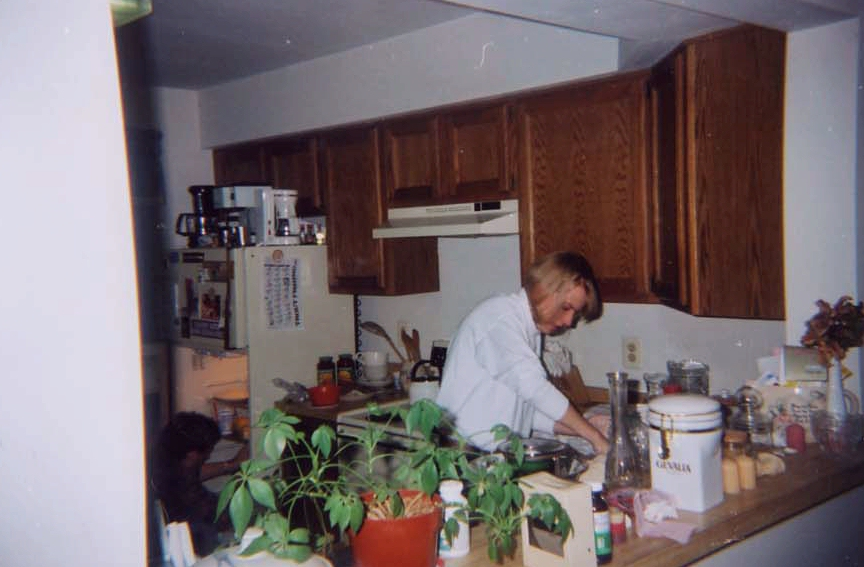
Matlagning.

Hushållsarbete eller husligt arbete är arbete som berör ett hushålls löpande skötsel. Enligt en definition använd av den svenska Statistiska centralbyrån omfattar hushållsarbete i Sverige följande arbetsuppgifter:
- Matlagning, bakning och diskning
- Städning av bostaden
- Tvätt, strykning samt vård och tillverkning av kläder
- Eldning och vedhuggning

Enligt samma definition är hushållsarbete en underkategori till hemarbete, som även omfattar främst underhållsarbete, omsorg, inköp och resor relaterade till hemarbete. Arbetsuppgifter som skötsel av exteriören och utemiljön faller enligt denna definition under kategorin underhåll.
Behovet av hushållsarbete kan bero av faktorer som tillgång till braskamin, balkong och hushållsapparater. Förut var ändamålsenlig klädsel ofta förkläde.
Under efterkrigstiden har hushåll i den industrialiserade delen av världen övergått till att köpa många produkter som tidigare tillverkades i hemmet, som exempelvis kläder. Färdigmat och halvfabrikat har även inneburit att matlagning minskat i omfattning. Fortfarande är dock hushållsarbete ett betydande inslag i de flesta människors liv.

## Sverige
I den svenska tidsundersökningen år 2000-2001 använde svenska kvinnor i åldern 20-64 år omkring två timmar om dagen till hushållsarbete medan män använde omkring en timme. Den sammanlagda arbetstiden var något längre för män, vilket reflekterar att män lägger mer tid på underhållsarbete och förvärvsarbete.

## Hushållsarbetare
Vissa, oftast mer bemedlade personer, anställer hushållsarbetare, ibland inneboende, som exempelvis barnflickor och hembiträden för att utföra hushållsarbete. I industriländerna har fenomenet dock minskat med åren, och från 1970-talet blivit ganska sällsynt, bland annat i Sverige. Industrialiseringen har inneburit att även mindre bemedlade personer numera kan inhandla produkter som tidigare producerades av anställda hushållsarbetare.